# Villy (Yonne)
Villy és un municipi francès, situat al departament del Yonne i a la regió de Borgonya - Franc Comtat. L'any 2007 tenia 114 habitants.

## Demografia

### Població
El 2007 la població de fet de Villy era de 114 persones. Hi havia 48 famílies, de les quals 20 eren unipersonals (16 homes vivint sols i 4 dones vivint soles), 16 parelles sense fills, 8 parelles amb fills i 4 famílies monoparentals amb fills.
La població ha evolucionat segons el següent gràfic:
Habitants censats

### Habitatges
El 2007 hi havia 58 habitatges, 51 eren l'habitatge principal de la família, 1 era una segona residència i 6 estaven desocupats. 54 eren cases i 4 eren apartaments. Dels 51 habitatges principals, 38 estaven ocupats pels seus propietaris, 11 estaven llogats i ocupats pels llogaters i 2 estaven cedits a títol gratuït; 4 tenien dues cambres, 9 en tenien tres, 15 en tenien quatre i 23 en tenien cinc o més. 33 habitatges disposaven pel capbaix d'una plaça de pàrquing. A 29 habitatges hi havia un automòbil i a 18 n'hi havia dos o més.

### Piràmide de població
La piràmide de població per edats i sexe el 2009 era:
| Homes | Edats   | Dones |
| ----- | ------- | ----- |
| 0     | 95 o +  | 0     |
| 0     | 90 a 94 | 0     |
| 4     | 85 a 89 | 0     |
| 0     | 80 a 84 | 4     |
| 4     | 75 a 79 | 8     |
| 8     | 70 a 74 | 0     |
| 4     | 65 a 69 | 4     |
| 0     | 60 a 64 | 0     |
| 4     | 55 a 59 | 4     |
| 4     | 50 a 54 | 4     |
| 4     | 45 a 49 | 8     |
| 0     | 40 a 44 | 0     |
| 8     | 35 a 39 | 4     |
| 8     | 30 a 34 | 0     |
| 4     | 25 a 29 | 0     |
| 12    | 20 a 24 | 0     |
| 4     | 15 a 19 | 4     |
| 0     | 10 a 14 | 0     |
| 0     | 5 a 9   | 0     |
| 0     | 0 a 4   | 0     |

## Economia
El 2007 la població en edat de treballar era de 66 persones, 54 eren actives i 12 eren inactives. De les 54 persones actives 50 estaven ocupades (27 homes i 23 dones) i 4 estaven aturades (4 homes). De les 12 persones inactives 8 estaven jubilades, 1 estava estudiant i 3 estaven classificades com a «altres inactius».

### Ingressos
El 2009 a Villy hi havia 49 unitats fiscals que integraven 105,5 persones, la mediana anual d'ingressos fiscals per persona era de 25.016 €.

### Activitats econòmiques
L'únic establiment que hi havia el 2007 era d'una empresa de serveis.
L'any 2000 a Villy hi havia 10 explotacions agrícoles.

## Poblacions més properes
El següent diagrama mostra les poblacions més properes.